# Quartet de corda núm. 2 (Guridi)

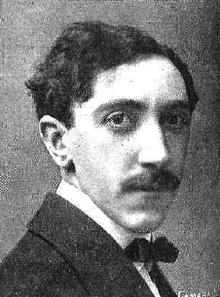
Jesús Guridi Bidaola

El Quartet de corda núm. 2 en la menor va ser compost per Jesús Guridi l'any 1949. Primer Premi del Concurs Nacional de Música convocat pel Ministeri d'Educació l'obra està dedicada a Juan Antonio Ruiz Casaux, violoncel·lista de l'Agrupació Nacional de Música de Cambra, els que el van estrenar a Madrid l'any 1950

## Obra
En aquest segon quartet es transparenta la sòlida formació tècnica de Guridi adquirida a la Schola Cantorum de París, així com el seu profund coneixement del folklore basc, del que va ser gran estudiós. Guridi que no es va prodigar en la música de cambra ens va deixar amb aquesta obra un dels cims del gènere de la història de la música espanyola.
| «                   | La mateixa fluïdesa i claredat de les primeres obres de Mozart va a través de la seva copiosa producció. L'humorisme i la comicitat manifestats en els començaments de Rossini ha d'acompanyar-li al llarg de tota la seva vida. El vigor i nervi dramàtic caracteritzaran la tasca teatral i encara la religiosa de Verdi. La lluminositat primitiva de Debussy seguirà sense extingir-se fins a les seves darreres obres | » |
| — Norberto Almandoz | |   |